# Беки Хемън
Беки Хемън (на английски: Becky Hammon) е американска и руска баскетболистка.
Двукратна шампионка в женската Национална баскетболна асоциация на САЩ с тима на Ню Йорк Либърти (2005 и 2006 г.). През 2005 г. е най-полезен играч на лигата. Призната е за една от най-добрите баскетболистки в историята, като попада в списъците „15 най-добри играчи в ЖНБА“ (2011) и „20 най-добри играчи в ЖНБА“ (2016).
От 2014 г. е помощник-треньор на Сан Антонио Спърс, като е втората жена треньор в историята на мъжкия баскетбол. През декември 2020 г. става първата жена, ръководила мъжки отбор в НБА след като по време на мача с Лос Анджелис Лейкърс Грег Попович е изгонен за непристойно поведение и Хемън изпълнява функциите на старши треньор до края на срещата.

## Клубна кариера
На колежанско ниво играе за Колорадо Стейт Рамс, а през 1999 г. става част от Ню Йорк Либърти в ЖНБА. През сезон 2001/02 играе един сезон в Роверето Баскет в Италия, а след завръщането си става основен разиграващ гард в Либъртии и през 2004 г. е съ-капитан на отбора. Междувременно през 2003 г. играе за Тенеси Фюри в Националната баскетболна лига, чийто сезон се провежда в паузата между сезоните в ЖНБА. Печели два пъти ЖНБА – през 2005 и 2006 г. През сезон 2006/07 закратко играе в испанския Ривас Екополис и печели Световната лига на ФИБА.
През 2007 г. е обменена в Сан Антонио Силвър Старс и в първия си сезон за „звездите“ е лидер по асистенции в лигата. През 2008 г. Старс достигат финала на асоциацията, но губят от Детройт Шок. Междувременно Хемън продължава да играе в Европа в паузите между сезоните, като между 2007 и 2009 г. е в ПБК ЦСКА (Москва) и печели купата на Русия през 2008 г.. През 2010 г. печели титлата и купата на Испания в Рос Касарес (Валенсия). След края на кариерата ѝ през 2014 г. нейният номер 25 е изваден от употреба в Силвър Старс.

## Национален отбор
През 1998 г. играе за националния отбор на САЩ на турнира Джоунс Къп в Тайван, спечелен от американките.
През 2008 г. получава руско гражданство и играе за руския национален отбор на две Олимпиади (Пекин 2008 и Лондон 2012), както и на Евробаскет 2009 и Световното първенство през 2010 г.

## Треньорска кариера
През 2014 г. влиза в щаба на Грег Попович в Сан Антонио Спърс в НБА. Ръководи тима по време на Лятната лига през 2015 г.

## Успехи

### Клубни
- Шампион на ЖНБА – 2005, 2006
- Световна лига на ФИБА – 2007
- Купа на Русия – 2008
- Шампион на Испания – 2010
- Купа на Испания – 2010

### Национален отбор
- Джоунс къп – 1998

### Индивидуални
- MVP в ЖНБА – 2005
- В отбора на сезона в ЖНБА – 2007, 2009 (първи състав), 2005, 2008 (втори състав)
- Участия в Мача на звездите в ЖНБА – 2004, 2005, 2007, 2009
- Участие в Мача на звездите в Евролигата – 2009
- Участие в Звездния уикенд на НБА, победа в конкурса по стрелби – 2008 (в отбор с Тим Дънкан и Дейвид Робъртсън), 2010 (в отбор с Дирк Новицки и Кени Смит)
- Баскетболистка на годината в Русия – 2009 [3]